# Kuchnia katalońska

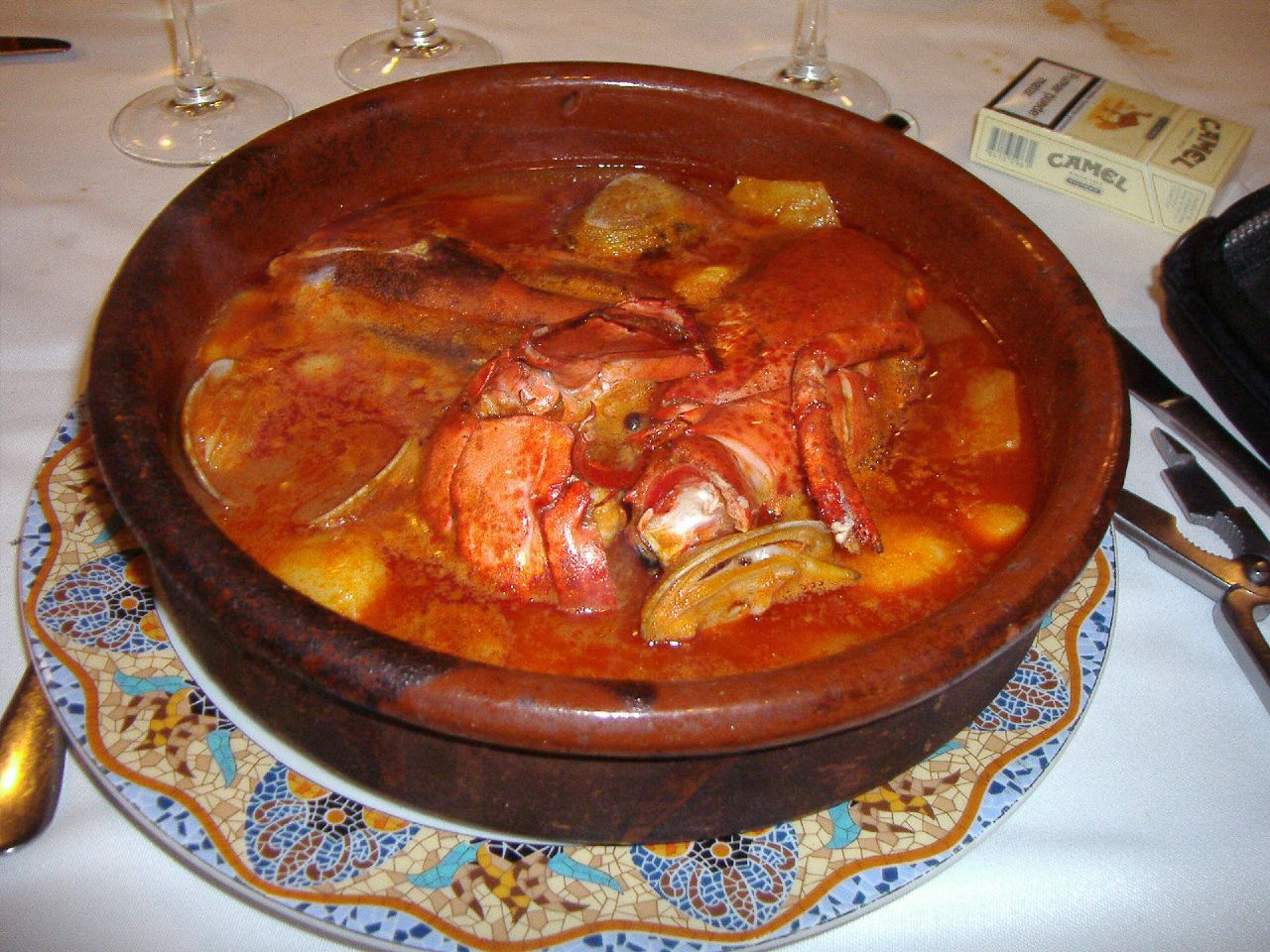
Suquet rybny

Kuchnia katalońska – tradycje kulinarne typowe dla Katalonii, stanowiące regionalną odmianę szerszego pojęcia kuchnia śródziemnomorska z wpływami kuchni Pirenejów.
Pomimo wspólnego języka i licznych podobieństw kulinarnych, do kuchni katalońskiej tradycyjnie nie zalicza się tradycji gastronomicznych Balearów i Walencji. Kuchnia katalońska wykazuje historyczne powiązania z francuskim regionem Roussillon oraz Neapolem i Sycylią. Poza produktami typowymi dla całego regionu Morza śródziemnego typu pomidory, oliwa, czosnek, świeże zioła i ryby i owoce morza,  ulubionymi składnikami potraw są różne rodzaje grzybów oraz rozmaite wędliny np. fuet, botifarra czy llonganisa. 

## Typowe dania
- Crema catalana
- Escalivada
- Escudella
- Esqueixada
- Pa amb tomàquet
- Sarsuela de peix
- Suquet
- Turrón